# Хитон, Мишель
Мише́ль Кри́стин Хи́тон (англ. Michelle Christine Heaton; 19 июля 1980, Гейтсхед, Тайн-энд-Уир, Англия, Великобритания) — британская певица, актриса, фотомодель.

## Биография
Родилась 19 июля 1980 года в Гейтсхеде (графство Тайн-энд-Уир, Англия, Великобритания), но в настоящее время она проживает в Ирландии вместе со своей семьёй, где работает для «RTÉ». Начала свою певческую карьеру в музыкальной группе «Sirens» с другими девушками из северо-восточной Англии.

## Личная жизнь
В 2006—2008 года была замужем за певцом Энди Скоттом-Ли (род. 1980). С 19 июля 2010 года замужем во второй раз за бизнесменом Хью Хэнли, с которым она встречалась два года до их свадьбы. У супругов есть двое детей — дочь Фейт Мишель Хэнли (род. 11 января 2012) и сын Аарон Джей Хэнли (род. 28 февраля 2014).